# Trikolóra

Česká trikolóra (státní barvy)

Trikolóra je stuha nebo vlajka skládající se ze tří různých barev, obvykle uspořádaných do stejně širokých pruhů vodorovně nebo svisle. Mezi první trikolóry, které se dodnes používají, patří nizozemská vlajka, mezi první svislé trikolóry patří francouzská vlajka. Česká trikolóra má vodorovné pruhy v pořadí bílý, červený a modrý.

## Příklady
| Horizontální Arménie Bolívie Bulharsko Estonsko Gabon Jemen Litva Lucembursko Maďarsko Německo Nizozemsko Rusko Sierra Leone | Vertikální Belgie Čad Francie Guinea Irsko Itálie Mali Pobřeží slonoviny Rumunsko | Diagonální Kongo | Ostatní Benin Česko Madagaskar |